# Suzanne Quost
Suzanne Quost, née le 21 décembre 1877 à Paris où elle est morte le 17 novembre 1968, est une peintre française.

## Biographie
Suzanne Louise Quost est la fille du peintre Ernest Quost et de Mathilde Isabelle Lætitia Chefdhotel, fleuriste.
Élève de son père et de Fernand Pelez, elle expose au Salon à partir de 1912 et y obtient dès la première année une mention honorable, une médaille d'argent en 1913 (dessin) et une médaille d'or en 1924.
Elle meurt célibataire à l'âge de 90 ans.